# Congresso universale di esperanto del 1906
Il Congresso universale di esperanto del 1906, il secondo, si svolse dal 28 agosto al 2 settembre 1906 a Ginevra, in Svizzera. I partecipanti furono 818, tra cui l'ideatore dell'esperanto Ludwik Lejzer Zamenhof.
Durante il congresso fu fondato il Konstanta Kongresa Komitato, un comitato permanente destinato a organizzare i successivi incontri annuali, e venne approvata una dichiarazione circa la neutralità dei congressi di esperanto.

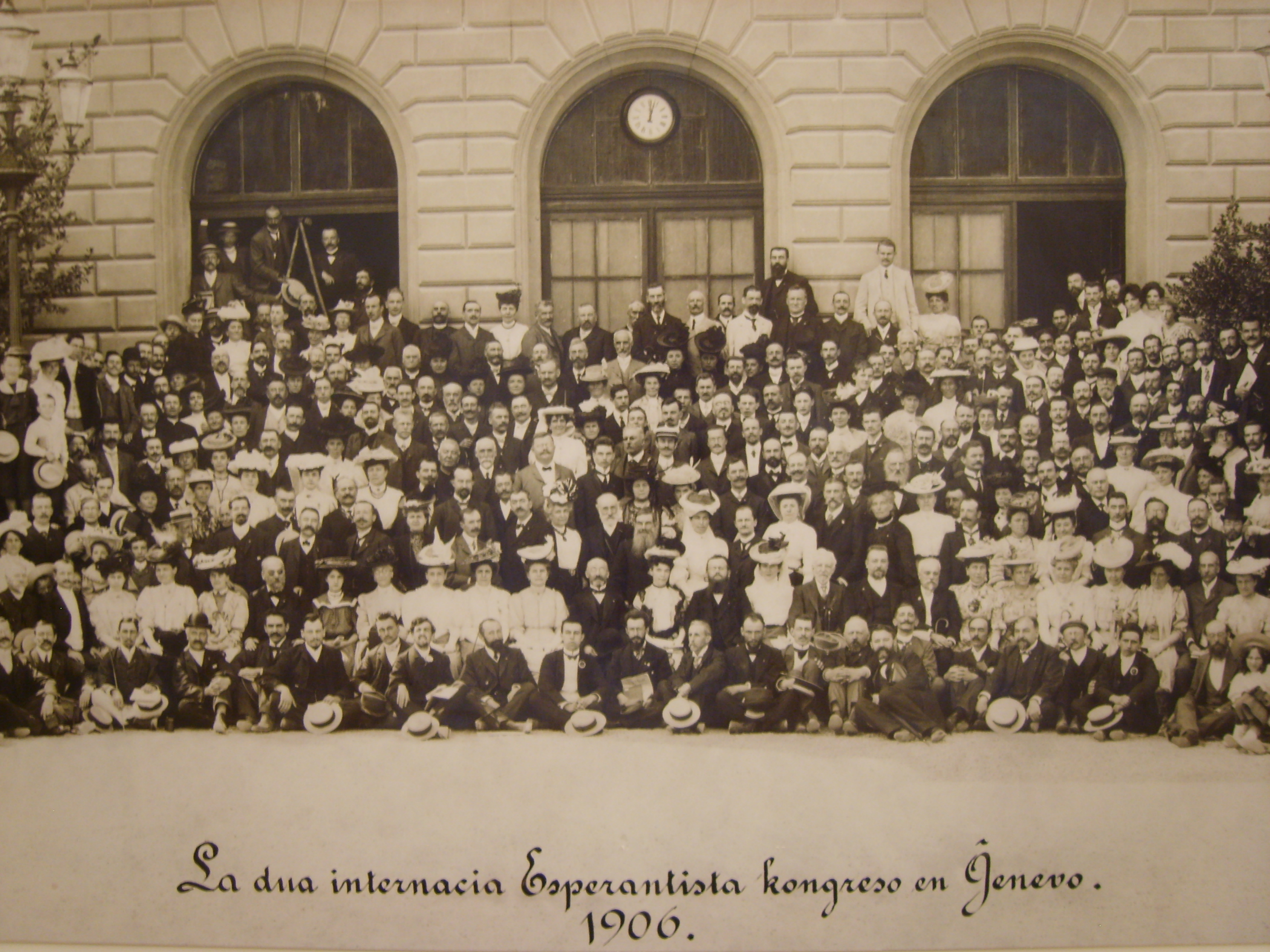
Foto di gruppo dei partecipanti

## Opere teatrali presentate
- La letero de rekomendo ("La lettera di raccomandazione") di Max Maurey, con Leone Zamenhof, Carlo Bourlet, Frederic Pujulà i Vallès
- La floro de l'pasinto ("Il fiore del passato") di Edmondo de Amicis, con Rosa Junck ed Edmond Privat
- Agrabla surprizo ("Piacevole sorpresa") di Wilhelm Frerking, con Karl Zacherl, Stirn, A. Schmidheini, E. Schmidheini
- Pipamanto e Senhejmulo, di Frederic Pujulà i Vallès presentati dall'autore